# Leto Fratini
Leto Fratini (Vico d'Elsa, 1911 – Limbiate, 1943) è stato uno scultore italiano.

## Biografia
Arrivato a Milano negli anni Trenta, senza alcuna preparazione accademica, il giovane Leto è indirizzato dalla mecenate dell’amico fraterno, il pittore Emilio Montagnani, allo studio del già affermato scultore bresciano Cirillo Bagozzi che volentieri lo accoglie avendone apprezzato il talento. 

Nell’ambiente milanese ha anche modo di conoscere altri artisti, tra cui Arrigo Minerbi e Giannino Castiglioni, di cui sarà allievo.
Comincia ad affermarsi eseguendo ritratti e bassorilievi. Esegue il bozzetto per una Pala d'altare per la Chiesa dell’Angelicum di Milano.
Riceve commessioni governative di statue per edifici pubblici in collaborazione con l’architetto Giovanni Pellegrini.
Il ritratto di Cesare Battisti è probabilmente l’ultima opera da lui conclusa nel 1942.
Entrato in rapporto con esponenti del movimento antifascista, viene arrestato per diffusione di stampa clandestina e come cospiratore antifascista, in quanto ritenuto troppo vicino agli ambienti culturali delle riviste Vita giovanile e Corrente, che ruotavano intorno alla dissidenza milanese.
Rinchiuso nel carcere delle Murate di Firenze, più tardi viene trasferito a Milano nel carcere di San Vittore e internato nell’Ospedale psichiatrico di Mombello dove muore prima di compiere 32 anni.

## Mostre
Nel 2018 alla sua produzione plastica è stata dedicata la mostra Leto Fratini: Anima e materia, curata da Federica Chezzi ed esposta allo Spedale dei Pellegrini in Barberino Val d'Elsa.